# Mimi Belete
Mimi Belete, född 9 juni 1988, är en friidrottare från Bahrain. Hon deltog vid olympiska sommarspelen 2012 och olympiska sommarspelen 2016.